# Lepetella sierrai
Lepetella sierrai es una especie de molusco gasterópodo de la  familia Lepetellidae. Su tamaño es reducido y es menor que la mayoría de moluscos de la familia Lepetellidae, alcanzando los 2,5 milímetros.

## Distribución geográfica
Se encuentra  desde Golfo de Vizcaya hasta Madeira